# Оберхайд (Верхняя Франкония)
Оберхайд (нем. Oberhaid) — община в Германии, в земле Бавария.
Подчиняется административному округу Верхняя Франкония. Входит в состав района Бамберг. Население составляет 4662 человека (на 31 декабря 2010 года). Занимает площадь 27,22 км².
Община подразделяется на 5 сельских округов.

## Население
По оценке на 31 декабря 2015 года население общины составляет 4582 чел.
| Дата      | 1840 | 1871 | 1900 | 1925 | 1939 | 1950 | 1961 | 1970 | 1987 | 2011 |
| --------- | ---- | ---- | ---- | ---- | ---- | ---- | ---- | ---- | ---- | ---- |
| Население | 1432 | 1725 | 1911 | 1881 | 2169 | 2847 | 3215 | 3771 | 4090 | 4510 |

| Год       | 1960 | 1970 | 1980 | 1990 | 2000 | 2009 | 2010 | 2011 | 2012 | 2013 | 2014 | 2015 |
| --------- | ---- | ---- | ---- | ---- | ---- | ---- | ---- | ---- | ---- | ---- | ---- | ---- |
| Население | 3211 | 3775 | 3907 | 4246 | 4749 | 4653 | 4662 | 4518 | 4550 | 4590 | 4587 | 4582 |